# 燕山隧道 (张家口市)
燕山隧道位于中国河北省张家口市，是张唐铁路的一个隧道。燕山隧道与赤城隧道共同构成燕山山脉越岭线路，连接宣化县与赤城县。燕山隧道为双洞单线隧道，左线长21.154千米，右线长21.178千米。隧道于2010年11月12日开工。於2015年12月30日投入使用。